# Els Ferginals

Els Ferginals, respecte del terme d'Abella de la Conca

Els Ferginals és una partida rural del terme municipal d'Abella de la Conca, a la comarca del Pallars Jussà.
Està situada al sud-oest de la vila d'Abella de la Conca, a migdia de Can Carreu i de lo Trull del Carreu, al nord del Corral d'en Marc i de Casa Manuel, al nord-est de Ço del Jou i de Cal Jou i Casa Montsó i al sud-oest de la Planta Gran. És a la dreta del Riu d'Abella.
Pels Ferginals passava l'antiga via de comunicació que travessava la Conca Dellà de nord a sud-oest (Abella de la Conca - Isona - Aransís), i hi ha un jaciment amb restes d'època romana, al peu de l'antic camí.

## Etimologia
Indica Joan Coromines que Ferginals és un topònim procedent del llatí farraginales, camps de farratge. La forma Ferginals és una variant amb metàtesi dels elements de la primera síl·laba, com és freqüent en formes populars.